# Marilac
Marilac là một đô thị thuộc bang Minas Gerais, Brasil. Đô thị này có diện tích 164,123 km², dân số năm 2007 là 4285 người, mật độ 27 người/km².